# Seznam slovenskih svetnikov
Seznam slovenskih svetnikov zajema vse svetnike in blažene, kakor tudi tiste, ki so trenutno še v predhodnih postopkih in nosijo naziv Božji služabnik ali častitljivi Božji služabnik. Seznam je urejen po nazivih (stopnjah) svetništva in znotraj njih po datumu podelitve naziva. Sestavljen je iz štirih delov: slovenske svetniške osebnosti, druge (neslovenske) osebnosti iz področja današnje Slovenije, tuje osebnosti, ki so živele na Slovenskem, in kot zadnje obiski tujih svetnikov.
Narodnostne oznake za srednjeveške svetnike moramo razumeti kot oznake pripadnosti neki jezikovni, kulturni in civilizacijski tradiciji ob upoštevanju številnih procesov inkulturacije in ne v smislu sodobnega etnosa ali sodobne narodne zavesti. To velja tudi za oznako slovenski iz karantanskega oziroma koroškega področja.

## Seznam

### Svetniki
| #  | Slika                     | Ime           | Rojen, umrl                    | Služba                                       | Pokopan                                                            | Božji služabnik, Častitljivi, Blaženi, Svetnik | God      |
| -- | ------------------------- | ------------- | ------------------------------ | -------------------------------------------- | ------------------------------------------------------------------ | ---------------------------------------------- | -------- |
| 1. | Klikni za spremembo slike | Albin Koroški | ? 5. januar 1006, Briksen      | škof v Briksnu, sin blažene Liharde Kamenske | Stolnica Marijinega vnebovzetja in sv. Kasijana, Briksen · Italija |                                                | 5. feb.  |
| 1. | Klikni za spremembo slike | Albin Koroški | ? 5. januar 1006, Briksen      | škof v Briksnu, sin blažene Liharde Kamenske | Stolnica Marijinega vnebovzetja in sv. Kasijana, Briksen · Italija |                                                | 5. feb.  |
| 1. | Klikni za spremembo slike | Albin Koroški | ? 5. januar 1006, Briksen      | škof v Briksnu, sin blažene Liharde Kamenske | Stolnica Marijinega vnebovzetja in sv. Kasijana, Briksen · Italija |                                                | 5. feb.  |
| 1. | Klikni za spremembo slike | Albin Koroški | ? 5. januar 1006, Briksen      | škof v Briksnu, sin blažene Liharde Kamenske | Stolnica Marijinega vnebovzetja in sv. Kasijana, Briksen · Italija | 11. stoletje                                   | 5. feb.  |
| 2. | Klikni za spremembo slike | Ema Krška     | okoli 980 27. junij 1045, Krka | koroška grofica, benediktinka                | Sostolnica Marijinega vnebovzetja, Krka · Avstrija                 |                                                | 27. jun. |
| 2. | Klikni za spremembo slike | Ema Krška     | okoli 980 27. junij 1045, Krka | koroška grofica, benediktinka                | Sostolnica Marijinega vnebovzetja, Krka · Avstrija                 |                                                | 27. jun. |
| 2. | Klikni za spremembo slike | Ema Krška     | okoli 980 27. junij 1045, Krka | koroška grofica, benediktinka                | Sostolnica Marijinega vnebovzetja, Krka · Avstrija                 | 21. november 1287                              | 27. jun. |
| 2. | Klikni za spremembo slike | Ema Krška     | okoli 980 27. junij 1045, Krka | koroška grofica, benediktinka                | Sostolnica Marijinega vnebovzetja, Krka · Avstrija                 | 5. januar 1938 (Pij XI.)                       | 27. jun. |

### Blaženi
| #  | Slika                     | Ime                  | Rojen, umrl                                              | Služba                                                                     | Pokopan                                                                                   | Božji služabnik, Častitljivi, Blaženi, Svetnik | God      |
| -- | ------------------------- | -------------------- | -------------------------------------------------------- | -------------------------------------------------------------------------- | ----------------------------------------------------------------------------------------- | ---------------------------------------------- | -------- |
| 1. | Klikni za spremembo slike | Domicijan Koroški    | ? okoli 802                                              | karantanski vojvoda                                                        | Cerkev Kristusa Odrešenika in Vseh svetnikov, Milje · Avstrija                            |                                                | 5. feb.  |
| 1. | Klikni za spremembo slike | Domicijan Koroški    | ? okoli 802                                              | karantanski vojvoda                                                        | Cerkev Kristusa Odrešenika in Vseh svetnikov, Milje · Avstrija                            |                                                | 5. feb.  |
| 1. | Klikni za spremembo slike | Domicijan Koroški    | ? okoli 802                                              | karantanski vojvoda                                                        | Cerkev Kristusa Odrešenika in Vseh svetnikov, Milje · Avstrija                            |                                                | 5. feb.  |
| 1. | Klikni za spremembo slike | Domicijan Koroški    | ? okoli 802                                              | karantanski vojvoda                                                        | Cerkev Kristusa Odrešenika in Vseh svetnikov, Milje · Avstrija                            |                                                | 5. feb.  |
| 2. | Klikni za spremembo slike | Liharda Kamenska     | okoli 910 5. februar najverjetneje 1085, Kamen v Podjuni | koroška grofica, mati Albina Koroškega                                     | Cerkev sv. Lovrenca, Kamen v Podjuni, del okostja pa v Samostanu klaris Gradec · Avstrija |                                                | 5. feb.  |
| 2. | Klikni za spremembo slike | Liharda Kamenska     | okoli 910 5. februar najverjetneje 1085, Kamen v Podjuni | koroška grofica, mati Albina Koroškega                                     | Cerkev sv. Lovrenca, Kamen v Podjuni, del okostja pa v Samostanu klaris Gradec · Avstrija |                                                | 5. feb.  |
| 2. | Klikni za spremembo slike | Liharda Kamenska     | okoli 910 5. februar najverjetneje 1085, Kamen v Podjuni | koroška grofica, mati Albina Koroškega                                     | Cerkev sv. Lovrenca, Kamen v Podjuni, del okostja pa v Samostanu klaris Gradec · Avstrija |                                                | 5. feb.  |
| 2. | Klikni za spremembo slike | Liharda Kamenska     | okoli 910 5. februar najverjetneje 1085, Kamen v Podjuni | koroška grofica, mati Albina Koroškega                                     | Cerkev sv. Lovrenca, Kamen v Podjuni, del okostja pa v Samostanu klaris Gradec · Avstrija |                                                | 5. feb.  |
| 3. | Klikni za spremembo slike | Anton Martin Slomšek | 26. november 1800, Uniše 24. september 1862, Maribor     | prvi mariborski škof                                                       | Stolnica sv. Janeza Krstnika, Maribor                                                     | 22. marec 1926                                 | 24. sep. |
| 3. | Klikni za spremembo slike | Anton Martin Slomšek | 26. november 1800, Uniše 24. september 1862, Maribor     | prvi mariborski škof                                                       | Stolnica sv. Janeza Krstnika, Maribor                                                     | 13. maj 1996                                   | 24. sep. |
| 3. | Klikni za spremembo slike | Anton Martin Slomšek | 26. november 1800, Uniše 24. september 1862, Maribor     | prvi mariborski škof                                                       | Stolnica sv. Janeza Krstnika, Maribor                                                     | 19. september 1999, Maribor (Janez Pavel II.)  | 24. sep. |
| 3. | Klikni za spremembo slike | Anton Martin Slomšek | 26. november 1800, Uniše 24. september 1862, Maribor     | prvi mariborski škof                                                       | Stolnica sv. Janeza Krstnika, Maribor                                                     |                                                | 24. sep. |
| 4. | Klikni za spremembo slike | Lojze Grozde         | 27. maj 1923, Zgornje Vodale 1. januar 1943, Mirna       | dijak, član Katoliške akcije, mučenec                                      | Cerkev Marijinega vnebovzetja, Čatež                                                      | 17. oktober 1992                               | 27. maj  |
| 4. | Klikni za spremembo slike | Lojze Grozde         | 27. maj 1923, Zgornje Vodale 1. januar 1943, Mirna       | dijak, član Katoliške akcije, mučenec                                      | Cerkev Marijinega vnebovzetja, Čatež                                                      | 27. marec 2010                                 | 27. maj  |
| 4. | Klikni za spremembo slike | Lojze Grozde         | 27. maj 1923, Zgornje Vodale 1. januar 1943, Mirna       | dijak, član Katoliške akcije, mučenec                                      | Cerkev Marijinega vnebovzetja, Čatež                                                      | 13. junij 2010, Celje (Tarcisio Bertone)       | 27. maj  |
| 4. | Klikni za spremembo slike | Lojze Grozde         | 27. maj 1923, Zgornje Vodale 1. januar 1943, Mirna       | dijak, član Katoliške akcije, mučenec                                      | Cerkev Marijinega vnebovzetja, Čatež                                                      |                                                | 27. maj  |
| 5. | Klikni za spremembo slike | Krizina Bojanc       | 14. maj 1885, Zbure 15. december 1941, Goražde           | redovnici Hčera Božje ljubezni v Sarajevu, dve izmed petih drinskih mučenk | neznana lokacija · Bosna in Hercegovina                                                   | 4. december 1999                               | 15. dec. |
| 5. | Klikni za spremembo slike | Krizina Bojanc       | 14. maj 1885, Zbure 15. december 1941, Goražde           | redovnici Hčera Božje ljubezni v Sarajevu, dve izmed petih drinskih mučenk | neznana lokacija · Bosna in Hercegovina                                                   | 14. januar 2011                                | 15. dec. |
| 6. | Klikni za spremembo slike | Antonija Fabjan      | 23. januar 1907, Malo Lipje 15. december 1941, Goražde   | redovnici Hčera Božje ljubezni v Sarajevu, dve izmed petih drinskih mučenk | neznana lokacija · Bosna in Hercegovina                                                   | 24. september 2011, Sarajevo (Angelo Amato)    | 15. dec. |
| 6. | Klikni za spremembo slike | Antonija Fabjan      | 23. januar 1907, Malo Lipje 15. december 1941, Goražde   | redovnici Hčera Božje ljubezni v Sarajevu, dve izmed petih drinskih mučenk | neznana lokacija · Bosna in Hercegovina                                                   |                                                | 15. dec. |

### Častitljivi Božji služabniki
| #  | Slika                     | Ime                      | Rojen, umrl                                                   | Služba                                                         | Pokopan                                                 | Božji služabnik, Častitljivi, Blaženi, Svetnik | God |
| -- | ------------------------- | ------------------------ | ------------------------------------------------------------- | -------------------------------------------------------------- | ------------------------------------------------------- | ---------------------------------------------- | --- |
| 1. | Klikni za spremembo slike | Vendelin Vošnjak         | 13. september 1861, Šenbric 18. marec 1933, Zagreb            | frančiškan v Zagrebu in provincial                             | Cerkev sv. Frančiška Asiškega, Zagreb · Hrvaška         | 14. marec 1963                                 |     |
| 1. | Klikni za spremembo slike | Vendelin Vošnjak         | 13. september 1861, Šenbric 18. marec 1933, Zagreb            | frančiškan v Zagrebu in provincial                             | Cerkev sv. Frančiška Asiškega, Zagreb · Hrvaška         | 18. december 2000                              |     |
| 1. | Klikni za spremembo slike | Vendelin Vošnjak         | 13. september 1861, Šenbric 18. marec 1933, Zagreb            | frančiškan v Zagrebu in provincial                             | Cerkev sv. Frančiška Asiškega, Zagreb · Hrvaška         |                                                |     |
| 1. | Klikni za spremembo slike | Vendelin Vošnjak         | 13. september 1861, Šenbric 18. marec 1933, Zagreb            | frančiškan v Zagrebu in provincial                             | Cerkev sv. Frančiška Asiškega, Zagreb · Hrvaška         |                                                |     |
| 2. | Klikni za spremembo slike | Janez Frančišek Gnidovec | 29. september 1873, Veliki Lipovec 3. februar 1939, Ljubljana | škof v Skopju                                                  | Cerkev Srca Jezusovega, Ljubljana                       | 8. februar 1978                                |     |
| 2. | Klikni za spremembo slike | Janez Frančišek Gnidovec | 29. september 1873, Veliki Lipovec 3. februar 1939, Ljubljana | škof v Skopju                                                  | Cerkev Srca Jezusovega, Ljubljana                       | 27. marec 2010                                 |     |
| 2. | Klikni za spremembo slike | Janez Frančišek Gnidovec | 29. september 1873, Veliki Lipovec 3. februar 1939, Ljubljana | škof v Skopju                                                  | Cerkev Srca Jezusovega, Ljubljana                       |                                                |     |
| 2. | Klikni za spremembo slike | Janez Frančišek Gnidovec | 29. september 1873, Veliki Lipovec 3. februar 1939, Ljubljana | škof v Skopju                                                  | Cerkev Srca Jezusovega, Ljubljana                       |                                                |     |
| 3. | Klikni za spremembo slike | Friderik Baraga          | 28. junij 1797, Knežja vas 19. januar 1868, Marquette         | misijonar, škof v Marquettu, Michigan, Združene države Amerike | Stolnica sv. Petra, Marquette · Združene države Amerike | 17. avgust 1972                                |     |
| 3. | Klikni za spremembo slike | Friderik Baraga          | 28. junij 1797, Knežja vas 19. januar 1868, Marquette         | misijonar, škof v Marquettu, Michigan, Združene države Amerike | Stolnica sv. Petra, Marquette · Združene države Amerike | 10. maj 2012                                   |     |
| 3. | Klikni za spremembo slike | Friderik Baraga          | 28. junij 1797, Knežja vas 19. januar 1868, Marquette         | misijonar, škof v Marquettu, Michigan, Združene države Amerike | Stolnica sv. Petra, Marquette · Združene države Amerike |                                                |     |
| 3. | Klikni za spremembo slike | Friderik Baraga          | 28. junij 1797, Knežja vas 19. januar 1868, Marquette         | misijonar, škof v Marquettu, Michigan, Združene države Amerike | Stolnica sv. Petra, Marquette · Združene države Amerike |                                                |     |

### Božji služabniki
| #   | Slika                     | Ime              | Rojen, umrl                                               | Služba                                                                          | Pokopan                                                | Božji služabnik, Častitljivi, Blaženi, Svetnik | God |
| --- | ------------------------- | ---------------- | --------------------------------------------------------- | ------------------------------------------------------------------------------- | ------------------------------------------------------ | ---------------------------------------------- | --- |
| 1.  | Klikni za spremembo slike | Anton Vovk       | 19. maj 1900, Vrba 6. julij 1963, Ljubljana               | ljubljanski nadškof, koncilski oče drugega vatikanskega koncila                 | Centralno pokopališče Žale v Ljubljani                 | 13. maj 1999                                   |     |
| 1.  | Klikni za spremembo slike | Anton Vovk       | 19. maj 1900, Vrba 6. julij 1963, Ljubljana               | ljubljanski nadškof, koncilski oče drugega vatikanskega koncila                 | Centralno pokopališče Žale v Ljubljani                 |                                                |     |
| 1.  | Klikni za spremembo slike | Anton Vovk       | 19. maj 1900, Vrba 6. julij 1963, Ljubljana               | ljubljanski nadškof, koncilski oče drugega vatikanskega koncila                 | Centralno pokopališče Žale v Ljubljani                 |                                                |     |
| 1.  | Klikni za spremembo slike | Anton Vovk       | 19. maj 1900, Vrba 6. julij 1963, Ljubljana               | ljubljanski nadškof, koncilski oče drugega vatikanskega koncila                 | Centralno pokopališče Žale v Ljubljani                 |                                                |     |
| 2.  | Klikni za spremembo slike | Jakob Ukmar      | 13. julij 1878, Opčine 2. november 1971, Škedenj, Italija | tržaški duhovnik, filozof, teolog in poliglot                                   |                                                        | 5. februar 2002                                |     |
| 2.  | Klikni za spremembo slike | Jakob Ukmar      | 13. julij 1878, Opčine 2. november 1971, Škedenj, Italija | tržaški duhovnik, filozof, teolog in poliglot                                   |                                                        |                                                |     |
| 2.  | Klikni za spremembo slike | Jakob Ukmar      | 13. julij 1878, Opčine 2. november 1971, Škedenj, Italija | tržaški duhovnik, filozof, teolog in poliglot                                   |                                                        |                                                |     |
| 2.  | Klikni za spremembo slike | Jakob Ukmar      | 13. julij 1878, Opčine 2. november 1971, Škedenj, Italija | tržaški duhovnik, filozof, teolog in poliglot                                   |                                                        |                                                |     |
| 3.  | Klikni za spremembo slike | Danijel Halas    | 24. junij 1908, Črenšovci 16. marec 1945, Hotiza          | duhovnik v Veliki Polani in mučenec                                             | pokopališče v Veliki Polani                            | 29. maj 2002                                   |     |
| 3.  | Klikni za spremembo slike | Danijel Halas    | 24. junij 1908, Črenšovci 16. marec 1945, Hotiza          | duhovnik v Veliki Polani in mučenec                                             | pokopališče v Veliki Polani                            |                                                |     |
| 3.  | Klikni za spremembo slike | Danijel Halas    | 24. junij 1908, Črenšovci 16. marec 1945, Hotiza          | duhovnik v Veliki Polani in mučenec                                             | pokopališče v Veliki Polani                            |                                                |     |
| 3.  | Klikni za spremembo slike | Danijel Halas    | 24. junij 1908, Črenšovci 16. marec 1945, Hotiza          | duhovnik v Veliki Polani in mučenec                                             | pokopališče v Veliki Polani                            |                                                |     |
| 4.  | Klikni za spremembo slike | Cvetana Priol    | 19. februar 1922, Maribor 11. avgust 1973, Maribor        | glasbena pedagoginja, mistikinja                                                | Pobreško pokopališče v Mariboru                        | 2003                                           |     |
| 4.  | Klikni za spremembo slike | Cvetana Priol    | 19. februar 1922, Maribor 11. avgust 1973, Maribor        | glasbena pedagoginja, mistikinja                                                | Pobreško pokopališče v Mariboru                        |                                                |     |
| 4.  | Klikni za spremembo slike | Cvetana Priol    | 19. februar 1922, Maribor 11. avgust 1973, Maribor        | glasbena pedagoginja, mistikinja                                                | Pobreško pokopališče v Mariboru                        |                                                |     |
| 4.  | Klikni za spremembo slike | Cvetana Priol    | 19. februar 1922, Maribor 11. avgust 1973, Maribor        | glasbena pedagoginja, mistikinja                                                | Pobreško pokopališče v Mariboru                        |                                                |     |
| 5.  | Klikni za spremembo slike | Aleš Benigar     | 28. januar 1893, Zagreb 1. november 1988, Rim             | Slovenec, rojen v Zagrebu, deloval na Hrvaškem, frančiškan, misijonar, profesor | frančiškanska grobnica na Mirogoju v Zagrebu · Hrvaška | 9. junij 2006                                  |     |
| 5.  | Klikni za spremembo slike | Aleš Benigar     | 28. januar 1893, Zagreb 1. november 1988, Rim             | Slovenec, rojen v Zagrebu, deloval na Hrvaškem, frančiškan, misijonar, profesor | frančiškanska grobnica na Mirogoju v Zagrebu · Hrvaška |                                                |     |
| 5.  | Klikni za spremembo slike | Aleš Benigar     | 28. januar 1893, Zagreb 1. november 1988, Rim             | Slovenec, rojen v Zagrebu, deloval na Hrvaškem, frančiškan, misijonar, profesor | frančiškanska grobnica na Mirogoju v Zagrebu · Hrvaška |                                                |     |
| 5.  | Klikni za spremembo slike | Aleš Benigar     | 28. januar 1893, Zagreb 1. november 1988, Rim             | Slovenec, rojen v Zagrebu, deloval na Hrvaškem, frančiškan, misijonar, profesor | frančiškanska grobnica na Mirogoju v Zagrebu · Hrvaška |                                                |     |
| 6.  | Klikni za spremembo slike | Andrej Majcen    | 30. september 1904, Maribor 30. september 1999, Ljubljana | duhovnik in misijonar                                                           | Centralno pokopališče Žale v Ljubljani                 | 24. september 2010                             |     |
| 6.  | Klikni za spremembo slike | Andrej Majcen    | 30. september 1904, Maribor 30. september 1999, Ljubljana | duhovnik in misijonar                                                           | Centralno pokopališče Žale v Ljubljani                 |                                                |     |
| 6.  | Klikni za spremembo slike | Andrej Majcen    | 30. september 1904, Maribor 30. september 1999, Ljubljana | duhovnik in misijonar                                                           | Centralno pokopališče Žale v Ljubljani                 |                                                |     |
| 6.  | Klikni za spremembo slike | Andrej Majcen    | 30. september 1904, Maribor 30. september 1999, Ljubljana | duhovnik in misijonar                                                           | Centralno pokopališče Žale v Ljubljani                 |                                                |     |
| 7.  | Klikni za spremembo slike | Anton Mahnič     | 14. september 1850, Kobdilj 14. december 1920, Zagreb     | teolog, škof v Krku, pesnik, pisatelj                                           | Stolnica Marijinega vnebovzetja, Krk · Hrvaška         | 14. december 2013                              |     |
| 7.  | Klikni za spremembo slike | Anton Mahnič     | 14. september 1850, Kobdilj 14. december 1920, Zagreb     | teolog, škof v Krku, pesnik, pisatelj                                           | Stolnica Marijinega vnebovzetja, Krk · Hrvaška         |                                                |     |
| 7.  | Klikni za spremembo slike | Anton Mahnič     | 14. september 1850, Kobdilj 14. december 1920, Zagreb     | teolog, škof v Krku, pesnik, pisatelj                                           | Stolnica Marijinega vnebovzetja, Krk · Hrvaška         |                                                |     |
| 7.  | Klikni za spremembo slike | Anton Mahnič     | 14. september 1850, Kobdilj 14. december 1920, Zagreb     | teolog, škof v Krku, pesnik, pisatelj                                           | Stolnica Marijinega vnebovzetja, Krk · Hrvaška         |                                                |     |
| 8.  | Klikni za spremembo slike | Anton Strle      | 21. januar 1915, Osredek 20. oktober 2003, Ljubljana      | duhovnik, spovednik, teolog, profesor in prevajalec                             | Centralno pokopališče Žale v Ljubljani                 | 30. april 2014                                 |     |
| 8.  | Klikni za spremembo slike | Anton Strle      | 21. januar 1915, Osredek 20. oktober 2003, Ljubljana      | duhovnik, spovednik, teolog, profesor in prevajalec                             | Centralno pokopališče Žale v Ljubljani                 |                                                |     |
| 8.  | Klikni za spremembo slike | Anton Strle      | 21. januar 1915, Osredek 20. oktober 2003, Ljubljana      | duhovnik, spovednik, teolog, profesor in prevajalec                             | Centralno pokopališče Žale v Ljubljani                 |                                                |     |
| 8.  | Klikni za spremembo slike | Anton Strle      | 21. januar 1915, Osredek 20. oktober 2003, Ljubljana      | duhovnik, spovednik, teolog, profesor in prevajalec                             | Centralno pokopališče Žale v Ljubljani                 |                                                |     |
| 9.  | Klikni za spremembo slike | Lojze Kozar      | 11. november 1910, Martinje 29. april 1999, Odranci       | duhovnik, pisatelj in prevajalec                                                | pokopališče v Odrancih                                 | 8. december 2015                               |     |
| 9.  | Klikni za spremembo slike | Lojze Kozar      | 11. november 1910, Martinje 29. april 1999, Odranci       | duhovnik, pisatelj in prevajalec                                                | pokopališče v Odrancih                                 |                                                |     |
| 9.  | Klikni za spremembo slike | Lojze Kozar      | 11. november 1910, Martinje 29. april 1999, Odranci       | duhovnik, pisatelj in prevajalec                                                | pokopališče v Odrancih                                 |                                                |     |
| 9.  | Klikni za spremembo slike | Lojze Kozar      | 11. november 1910, Martinje 29. april 1999, Odranci       | duhovnik, pisatelj in prevajalec                                                | pokopališče v Odrancih                                 |                                                |     |
| 10. | Klikni za spremembo slike | Janez Strašek    | 11. december 1906, Podčetrtek 30. marec 1947, Zagreb      | duhovnik, lazarist                                                              |                                                        | 20. september 2021                             |     |
| 10. | Klikni za spremembo slike | Janez Strašek    | 11. december 1906, Podčetrtek 30. marec 1947, Zagreb      | duhovnik, lazarist                                                              |                                                        |                                                |     |
| 10. | Klikni za spremembo slike | Janez Strašek    | 11. december 1906, Podčetrtek 30. marec 1947, Zagreb      | duhovnik, lazarist                                                              |                                                        |                                                |     |
| 10. | Klikni za spremembo slike | Janez Strašek    | 11. december 1906, Podčetrtek 30. marec 1947, Zagreb      | duhovnik, lazarist                                                              |                                                        |                                                |     |
| 11. | Klikni za spremembo slike | Magdalena Gornik | 19. julij 1835, Janeži 23. februar 1896, Petrinci         | mistikinja                                                                      | pokopališče v Petrincih                                | 14. september 2022                             |     |
| 11. | Klikni za spremembo slike | Magdalena Gornik | 19. julij 1835, Janeži 23. februar 1896, Petrinci         | mistikinja                                                                      | pokopališče v Petrincih                                |                                                |     |
| 11. | Klikni za spremembo slike | Magdalena Gornik | 19. julij 1835, Janeži 23. februar 1896, Petrinci         | mistikinja                                                                      | pokopališče v Petrincih                                |                                                |     |
| 11. | Klikni za spremembo slike | Magdalena Gornik | 19. julij 1835, Janeži 23. februar 1896, Petrinci         | mistikinja                                                                      | pokopališče v Petrincih                                |                                                |     |
| 12. | Klikni za spremembo slike | Monald Koprski   | okoli 1208, Koper ali Piran 1278, Koper                   | duhovnik, frančiškan, pisatelj, teolog, cerkveni pravnik                        | Cerkev Marije Snežne, Trst · Italija                   |                                                |     |
| 12. | Klikni za spremembo slike | Monald Koprski   | okoli 1208, Koper ali Piran 1278, Koper                   | duhovnik, frančiškan, pisatelj, teolog, cerkveni pravnik                        | Cerkev Marije Snežne, Trst · Italija                   |                                                |     |
| 12. | Klikni za spremembo slike | Monald Koprski   | okoli 1208, Koper ali Piran 1278, Koper                   | duhovnik, frančiškan, pisatelj, teolog, cerkveni pravnik                        | Cerkev Marije Snežne, Trst · Italija                   |                                                |     |
| 12. | Klikni za spremembo slike | Monald Koprski   | okoli 1208, Koper ali Piran 1278, Koper                   | duhovnik, frančiškan, pisatelj, teolog, cerkveni pravnik                        | Cerkev Marije Snežne, Trst · Italija                   |                                                |     |
| 13. | Klikni za spremembo slike | Izidor Završnik  | 4. april 1917, Tabor 10. marec 1943, Maribor              | duhovnik                                                                        |                                                        |                                                |     |
| 13. | Klikni za spremembo slike | Izidor Završnik  | 4. april 1917, Tabor 10. marec 1943, Maribor              | duhovnik                                                                        |                                                        |                                                |     |
| 13. | Klikni za spremembo slike | Izidor Završnik  | 4. april 1917, Tabor 10. marec 1943, Maribor              | duhovnik                                                                        |                                                        |                                                |     |
| 13. | Klikni za spremembo slike | Izidor Završnik  | 4. april 1917, Tabor 10. marec 1943, Maribor              | duhovnik                                                                        |                                                        |                                                |     |

#### Slovenski mučenci 20. stoletja
Slovenski mučenci 20. stoletja so Božji služabniki, za katere v Sloveniji teče skupni postopek za svetništvo, ki ga je najprej vodil postulator Peter Kvaternik (2002–2008), nato Simon Lorber (2008–2013) in za njim Metod Benedik (2013–2025). Na Dikasteriju za zadeve svetnikov v Rimu so mučenci obravnavani v štirih ločenih postopkih glede na preganjalce. Tako so v prvi skupini žrtve komunizma, v drugi nacizma, v tretji ustaškega režima in v četrti četnikov. V postopek je bilo najprej vključenih 47 kandidatov, kasneje pa 64.
Spletišče Hagiography Circle, ki natančno beleži postopke, je v dolgotrajnem teku urejanja podstrani, zato so tudi tamkajšnji skupinski seznami zaenkrat še nesistematski in vsebujejo številne kandidate, ki so bili pridani prvotnim 64-im. Nekaj slovenskih kandidatov se poleg tega vodi v skupnih postopkih kandidatov iz drugih držav. Zadevne podstrani so naslednje (stanje na dan 3. avgust 2025):
- seznami oseb, ki so že razvrščene po žrtvah režima:

- 26 mučencev, žrtev komunističnega režima
- 5 mučencev, žrtev nacističnega režima

- seznami oseb, ki niso razvrščene po žrtvah režima; v njih se nahaja 6 oseb tujega rodu:

- 15 mučencev (seznam Slovenija 1)
- 102 mučenca (seznam Slovenija 2)
- 2 mučenca (seznam Slovenija 3)
- 1 mučenec (seznam Slovenija 4)

- seznami kandidatov tujih držav, nerazvrščenih po žrtvah režima, v katerih se nahajajo Slovenci:

- 9 slovenskih mučencev (seznam Avstrija)
- 1 slovenski mučenec (seznam Hrvaška 1)
- 4 slovenski mučenci (seznam Hrvaška 3)
- 1 slovenski mučenec (seznam Hrvaška 4)
- 1 slovenski mučenec (seznam Bolgarija 2)

Spodnja tabela vsebuje vseh 161 slovenskih kandidatov iz zgornjih seznamov. Šest tujih kandidatov iz slovenskih seznamov je zapisanih nižje spodaj v razdelkih Drugih in Tujih svetniških osebnosti.
| #    | Slika                     | Ime                     | Rojen, umrl                                                                                            | Služba                                                                              | Pokopan                                | Božji služabnik, Častitljivi, Blaženi, Svetnik | God |
| ---- | ------------------------- | ----------------------- | --- | ----------------------------------------------------------------------------------- | -------------------------------------- | ---------------------------------------------- | --- |
| 1.   | Klikni za spremembo slike | Robert Avsec            | 1. februar 1920, Knežja Njiva konec maja do začetek junija 1945, Kočevski Rog                          | cistercijanec                                                                       |                                        |                                                |     |
| 2.   | Klikni za spremembo slike | Ernest Bandelj          | 18. september 1915, Spodnja Branica 30. april 1945, Prvačina                                           | duhovnik                                                                            |                                        |                                                |     |
| 3.   | Klikni za spremembo slike | Janez Bastič            | 2. julij 1878, Vrzdenec 14. junij 1942, Horjul                                                         | kmet, župan                                                                         |                                        |                                                |     |
| 4.   | Klikni za spremembo slike | Marjana Bastič          | 24. avgust 1880, Ljubgojna 14. junij 1942, Horjul                                                      | kmetica                                                                             |                                        |                                                |     |
| 5.   | Klikni za spremembo slike | Pavel Bastič            | 25. januar 1919, Horjul 3. junij 1945, Vetrinj, Avstrija                                               | bogoslovec                                                                          |                                        |                                                |     |
| 6.   | Klikni za spremembo slike | Štefan Bastič           | 26. december 1913, Horjul 18. april 1945, Jastrebarsko, Hrvaška                                        | duhovnik, lazarist                                                                  |                                        |                                                |     |
| 7.   | Klikni za spremembo slike | Alojzij Bernot          | 1906, Vir pri Nevljah 28. maj 1943, Sveta Gora                                                         |                                                                                     |                                        |                                                |     |
| 8.   | Klikni za spremembo slike | Akvina Bojc             | 5. december 1904, Vače 6. april 1951, Ljubljana                                                        | usmiljenka, bolničarka                                                              |                                        |                                                |     |
| 9.   | Klikni za spremembo slike | Ivan Bric               | 28. oktober 1896, Dornberk 2. junij 1943, Dornberk                                                     | kmet, kulturni delavec                                                              |                                        |                                                |     |
| 10.  | Klikni za spremembo slike | Jože Bric               | 13. februar 1907, Dornberk 21. november 1945, Bjelovar, Hrvaška                                        | jezuit                                                                              |                                        |                                                |     |
| 11.  | Klikni za spremembo slike | Angela Brecelj          | 7. oktober 1916, Žapuže 12. julij 1944, Kodreti                                                        | trgovska pomočnica                                                                  |                                        |                                                |     |
| 12.  | Klikni za spremembo slike | Jože Brecelj            | 30. maj 1885, Žapuže 12. julij 1944, Kodreti                                                           | mizar, kulturni delavec                                                             |                                        |                                                |     |
| 13.  | Klikni za spremembo slike | Marica Brecelj          | 25. april 1914, Žapuže 12. julij 1944, Kodreti                                                         | trgovska pomočnica                                                                  |                                        |                                                |     |
| 14.  | Klikni za spremembo slike | Martin Brecelj          | 20. avgust 1930, Žapuže 12. julij 1944, Kodreti                                                        |                                                                                     |                                        |                                                |     |
| 15.  | Klikni za spremembo slike | Alojzij Breznik         | 29. maj 1919, Rafolče 20. september 1943, Turjak                                                       | bogoslovec                                                                          |                                        |                                                |     |
| 16.  | Klikni za spremembo slike | Vladimir Budkovič       | 20. junij 1922, Šentjanž konec maja 1945, Vetrinj, Avstrija                                            | bogoslovec, križnik                                                                 |                                        |                                                |     |
| 17.  | Klikni za spremembo slike | Milko Cankar            | 20. februar 1921, Ljubljana 18. maj 1942, Ljubljana                                                    |                                                                                     |                                        |                                                |     |
| 18.  | Klikni za spremembo slike | Franc Cerkovnik         | 25. avgust 1903, Šentrupert 20. marec 1946, Ljubljana                                                  | duhovnik                                                                            |                                        |                                                |     |
| 19.  | Klikni za spremembo slike | Alojz Ciglarič          | 29. december 1913, Ljubljana 21. februar 1943, Šentjernej                                              | kartuzijanec                                                                        |                                        |                                                |     |
| 20.  | Klikni za spremembo slike | Franc Cvar              | 11. december 1911, Sodražica 18. junij 1942 Roženberk                                                  | duhovnik                                                                            |                                        |                                                |     |
| 21.  | Klikni za spremembo slike | Darinka Čebulj          | 1906, Radovljica 7. junij 1942, Kočevski Rog                                                           | učiteljica                                                                          |                                        |                                                |     |
| 22.  | Klikni za spremembo slike | Janez Černoga           | 18. februar 1904, Zdole 24. junij 1949, blizu Viča                                                     | duhovnik                                                                            |                                        |                                                |     |
| 23.  | Klikni za spremembo slike | Anica Drobnič           | 28. junij 1898, Hudi Vrh 15. oktober 1943, Ribnica                                                     | učiteljica                                                                          |                                        |                                                |     |
| 24.  | Klikni za spremembo slike | Anton Duhovnik          | 9. maj 1920, Preska 15. april 1945 Koncentracijsko taborišče Mauthausen, Avstrija                      | duhovnik                                                                            |                                        |                                                |     |
| 25.  | Klikni za spremembo slike | Lambert Ehrlich         | 18. september 1878, Žabnice 26. maj 1942, Ljubljana                                                    | duhovnik                                                                            | Centralno pokopališče Žale v Ljubljani |                                                |     |
| 26.  | Klikni za spremembo slike | Rajner Erklavec         | 26. september 1893, Ljubljana 30. november 1944, Dolnji Suhor pri Metliki                              | duhovnik, križnik                                                                   |                                        |                                                |     |
| 27.  | Klikni za spremembo slike | Stanislav Erzar         | 14. december 1914, Pšenična Polica 17. junij 1951, Ribnica                                             | duhovnik                                                                            |                                        |                                                |     |
| 28.  | Klikni za spremembo slike | Ignacij Feguš           | 29. junij 1911, Nova vas pri Markovcih 28. december 1946, Bukevje, Hrvaška                             | duhovnik                                                                            |                                        |                                                |     |
| 29.  | Klikni za spremembo slike | Martin Gaberc           | 29. september 1883, Črešnjevec 6. april 1941, Gornja Radgona                                           | duhovnik                                                                            |                                        |                                                |     |
| 30.  | Klikni za spremembo slike | Jože Geoheli            | 8. marec 1911, Notranje Gorice 26. julij 1942, Zaplana                                                 | duhovnik                                                                            |                                        |                                                |     |
| 31.  | Klikni za spremembo slike | Janez Gnjezda           | 22. september 1871, Gore 19. november 1944, Müncheberg, Nemčija                                        | duhovnik                                                                            |                                        |                                                |     |
| 32.  | Klikni za spremembo slike | Franc Gomilšek          | 14. december 1872, Krčevina pri Vurbergu 29. oktober 1943, Knežja vas                                  | duhovnik                                                                            |                                        |                                                |     |
| 33.  | Klikni za spremembo slike | Henrik Goričan          | 14. julij 1915, Spodnja Ložnica 9. oktober 1962, Ljubljana                                             | duhovnik                                                                            |                                        |                                                |     |
| 34.  | Klikni za spremembo slike | Anton Granig            | 17. september 1901, Großkirchheim, Avstrija 15. april 1945, Krems ob Donavi, Avstrija                  |                                                                                     |                                        |                                                |     |
| 35.  | Klikni za spremembo slike | Placid Grebenc          | 12. junij 1909, Dolenji Lazi 24. oktober 1943, Grčarice                                                | duhovnik, cistercijanec                                                             |                                        |                                                |     |
| 36.  | Klikni za spremembo slike | Mihael Grešak           | 11. september 1914, Griže 22. julij 1942, Celje                                                        | duhovnik                                                                            |                                        |                                                |     |
| 37.  | Klikni za spremembo slike | Franc Grobler           | 25. november 1892, Miklavž pri Taboru 7. oktober 1942, Gradina Donja, BiH                              | duhovnik                                                                            |                                        |                                                |     |
| 38.  | Klikni za spremembo slike | Janez Guštin            | 28. februar 1921, Gorenje Mokro Polje 3. julij 1942, Ljubljana                                         |                                                                                     |                                        |                                                |     |
| 39.  | Klikni za spremembo slike | Anton Hočevar           | 13. januar 1913, Mala Stara vas 26. oktober 1942, Lipoglav                                             | duhovnik                                                                            |                                        |                                                |     |
| 40.  | Klikni za spremembo slike | Janez Hočevar           | 16. maj 1918, Vrh 1. januar 1943, Mirna                                                                |                                                                                     |                                        |                                                |     |
| 41.  | Klikni za spremembo slike | Marko Hočevar           | 2. september 1906, Spodnje Blato konec maja do začetek junija 1945, Kočevski Rog                       | cistercijanec                                                                       |                                        |                                                |     |
| 42.  | Klikni za spremembo slike | Janez Hornböck          | 25. november 1892, Šentjanž v Rožu, Avstrija 6. avgust 1942, Koncentracijsko taborišče Dachau, Nemčija | duhovnik                                                                            |                                        |                                                |     |
| 43.  | Klikni za spremembo slike | Srečko Huth             | 9. junij 1907, Ljubljana 19. oktober 1943, Koprivnik v Bohinju ali Jereka                              | duhovnik                                                                            |                                        |                                                |     |
| 44.  | Klikni za spremembo slike | Franc Jakoš             | 8. oktober 1888, Ljubljana 18. maj 1942, Ljubljana                                                     |                                                                                     |                                        |                                                |     |
| 45.  | Klikni za spremembo slike | Franc Jakoš             | 3. september 1920, Ljubljana 18. maj 1942, Ljubljana                                                   |                                                                                     |                                        |                                                |     |
| 46.  | Klikni za spremembo slike | Franc Jakoš             | 8. december 1922, Ljubljana 18. maj 1942, Ljubljana                                                    |                                                                                     |                                        |                                                |     |
| 47.  | Klikni za spremembo slike | Alfonz Jarc             | 30. julij 1904, Dolnji Ajdovec 10. avgust 1949, Ljubljana                                              | duhovnik                                                                            |                                        |                                                |     |
| 48.  | Klikni za spremembo slike | Franc Kač               | 23. november 1907, Polzela 17. oktober 1942, Gradina Donja, BiH                                        | duhovnik                                                                            |                                        |                                                |     |
| 49.  | Klikni za spremembo slike | Anton Kastelic          | 9. december 1883, Šmihel pri Žužemberku 26. junij 1949, Ljubljana                                      | duhovnik                                                                            |                                        |                                                |     |
| 50.  | Klikni za spremembo slike | Vinko Kastelic          | 18. december 1914, Klečet 1. julij 1942, Ržišče                                                        | duhovnik                                                                            |                                        |                                                |     |
| 51.  | Klikni za spremembo slike | Franc Kek               | 20. avgust 1895, Studenec 21. oktober 1943, Birčna vas                                                 | duhovnik                                                                            |                                        |                                                |     |
| 52.  | Klikni za spremembo slike | Franc Kern              | 7. december 1917, Praprotna Polica 21. april 1944, Sadinja vas pri Dvoru                               | duhovnik                                                                            |                                        |                                                |     |
| 53.  | Klikni za spremembo slike | Emil Kete               | 1. julij 1924, Dolenje konec novembra 1944, Šempas                                                     | duhovnik                                                                            |                                        |                                                |     |
| 54.  | Klikni za spremembo slike | Jaroslav Kikelj         | 15. maj 1919, Opčine 18. marec 1942, Ljubljana                                                         | študent, član Marijine kongregacije in Katoliške akcije                             |                                        |                                                |     |
| 55.  | Klikni za spremembo slike | Janez Klopčič           | 8. februar 1922, Vrhpolje pri Moravčah 20. september 1943, Turjak                                      | bogoslovec                                                                          |                                        |                                                |     |
| 56.  | Klikni za spremembo slike | Janez Kodrič            | 1. marec 1897, Studenice 17. oktober 1942, Gradina Donja, BiH                                          | duhovnik                                                                            |                                        |                                                |     |
| 57.  | Klikni za spremembo slike | Jožef Kofalt            | 20. april 1909, Krvavčji Vrh 15. junij 1942, Brezova Reber                                             | duhovnik                                                                            |                                        |                                                |     |
| 58.  | Klikni za spremembo slike | Janko Komljanec         | 24. junij 1892, Bučka 17. junij 1942, Gorenje Kamenje                                                  | duhovnik                                                                            |                                        |                                                |     |
| 59.  | Klikni za spremembo slike | Anton Koperek           | 28. februar 1902, Essen, Nemčija 11. november 1942, Koncentracijsko taborišče Dachau, Nemčija          | duhovnik                                                                            |                                        |                                                |     |
| 60.  | Klikni za spremembo slike | Janez Kostelec          | 12. december 1923, Šentrupert konec maja do začetek junija 1945, Kočevski Rog                          | cistercijanec                                                                       |                                        |                                                |     |
| 61.  | Klikni za spremembo slike | Marijan Kostelec        | 21. oktober 1921, Šentrupert konec maja do začetek junija 1945, Kočevski Rog                           | cistercijanec                                                                       |                                        |                                                |     |
| 62.  | Klikni za spremembo slike | Franc Kozina            | 18. julij 1909, Zapotok 30. maj 1942, Zamostec                                                         |                                                                                     |                                        |                                                |     |
| 63.  | Klikni za spremembo slike | Frančiška Kozina        | 12. maj 1886, Sušje 26. avgust 1942, Zapotok                                                           | kmetica                                                                             |                                        |                                                |     |
| 64.  | Klikni za spremembo slike | Ivan Kozina             | 17. februar 1879, Zapotok 26. avgust 1942, Zapotok                                                     |                                                                                     |                                        |                                                |     |
| 65.  | Klikni za spremembo slike | Janez Kozina            | 18. januar 1907, Zapotok 26. avgust 1942, Zapotok                                                      |                                                                                     |                                        |                                                |     |
| 66.  | Klikni za spremembo slike | Franc Kramarič          | 1. maj 1908, Radovica 2. september 1942, Stari trg pri Ložu                                            | duhovnik                                                                            |                                        |                                                |     |
| 67.  | Klikni za spremembo slike | Janez Kranjc            | 24. avgust 1914, Voglajna 24. december 1941, Ervenik                                                   | duhovnik                                                                            | neznana lokacija                       |                                                |     |
| 68.  | Klikni za spremembo slike | Franc Saleški Krašna    | 7. februar 1887, Ljubljana 7. januar 1946, Davča                                                       | duhovnik                                                                            |                                        |                                                |     |
| 69.  | Klikni za spremembo slike | Alojz Kristan           | 23. november 1914, Jelšane 14. avgust 1947, blizu Vodic, Hrvaška                                       | duhovnik                                                                            |                                        |                                                |     |
| 70.  | Klikni za spremembo slike | Peter Križaj            | 22. junij 1913, Ljubljana 20. marec 1946, Ljubljana                                                    | duhovnik                                                                            |                                        |                                                |     |
| 71.  | Klikni za spremembo slike | Matevž Krmelj           | 12. avgust 1922, Stara Loka 20. september 1943, Turjak                                                 | bogoslovec                                                                          |                                        |                                                |     |
| 72.  | Klikni za spremembo slike | Matej Krof              | 9. september 1916, Mežica 23. maj 1950, Podpeca                                                        | duhovnik                                                                            |                                        |                                                |     |
| 73.  | Klikni za spremembo slike | Štefan Kuhar            | 17. avgust 1908, Bratonci 20. december 1944, Ljubljana                                                 | salezijanec                                                                         |                                        |                                                |     |
| 74.  | Klikni za spremembo slike | France Kunstelj         | 22. september 1914, Vrhnika junij 1945, Teharje                                                        | duhovnik                                                                            |                                        |                                                |     |
| 75.  | Klikni za spremembo slike | Anton Kutej             | 13. julij 1909, Celovec 16. februar 1941, Koncentracijsko taborišče Dachau, Nemčija                    | duhovnik                                                                            |                                        |                                                |     |
| 76.  | Klikni za spremembo slike | Albin Lavrenčič         | 28. november 1928, Logje 24. september 1944, Logje                                                     |                                                                                     |                                        |                                                |     |
| 77.  | Klikni za spremembo slike | Gizela Lavrenčič        | 23. april 1901, Robidišče 24. september 1944, Logje                                                    | kmetica                                                                             |                                        |                                                |     |
| 78.  | Klikni za spremembo slike | Jožef Lavrenčič         | ?, Logje 24. september 1944, Logje                                                                     |                                                                                     |                                        |                                                |     |
| 79.  | Klikni za spremembo slike | Marzell Leeb            | 1. januar 1893, Maitratten, Avstrija 1. november 1940, Koncentracijsko taborišče Mauthausen, Avstrija  | duhovnik                                                                            |                                        |                                                |     |
| 80.  | Klikni za spremembo slike | Vera Lestan             | 3. februar 1908, Miren 17. november 1943, Renče                                                        | učiteljica, ravnateljica vrtca, pesnica                                             |                                        |                                                |     |
| 81.  | Klikni za spremembo slike | Melhior Lilija          | 4. januar 1907, Zgornje Grušovlje 15. november 1944, Črnomelj                                          | duhovnik                                                                            |                                        |                                                |     |
| 82.  | Klikni za spremembo slike | Ciril Lisjak            | 5. oktober 1897, Saksid 10. januar 1945, Velike Žablje                                                 | kmet                                                                                |                                        |                                                |     |
| 83.  | Klikni za spremembo slike | Jože Logar              | 3. marec 1912, Vodice 20. september 1943, Turjak                                                       | bogoslovec                                                                          |                                        |                                                |     |
| 84.  | Klikni za spremembo slike | Alfonz Malavašič        | 17. julij 1921, Šentjošt nad Horjulom 2. april 1945, Črni Vrh                                          | bogoslovec                                                                          |                                        |                                                |     |
| 85.  | Klikni za spremembo slike | Ciril Mavsar            | 11. februar 1925, Šentrupert 27. december 1942, Šentrupert                                             |                                                                                     |                                        |                                                |     |
| 86.  | Klikni za spremembo slike | Darko Mavsar            | 6. januar 1921, Šentrupert 27. december 1942, Šentrupert                                               |                                                                                     |                                        |                                                |     |
| 87.  | Klikni za spremembo slike | Jožef Mavsar            | 22. februar 1891, Šentrupert 27. december 1942, Šentrupert                                             |                                                                                     |                                        |                                                |     |
| 88.  | Klikni za spremembo slike | Marija Mavsar           | 7. maj 1926, Šentrupert 27. december 1942, Šentrupert                                                  |                                                                                     |                                        |                                                |     |
| 89.  | Klikni za spremembo slike | Peter Mavsar            | 11. januar 1929, Šentrupert 27. december 1942, Šentrupert                                              |                                                                                     |                                        |                                                |     |
| 90.  | Klikni za spremembo slike | Stanko Mavsar           | 17. oktober 1933, Šentrupert 27. december 1942, Šentrupert                                             |                                                                                     |                                        |                                                |     |
| 91.  | Klikni za spremembo slike | Terezija Mavsar         | 2. december 1893, Praproče 27. december 1942, Šentrupert                                               |                                                                                     |                                        |                                                |     |
| 92.  | Klikni za spremembo slike | Vilko Mavsar            | 15. junij 1930, Šentrupert 23. marec 1943, Šentrupert                                                  |                                                                                     |                                        |                                                |     |
| 93.  | Klikni za spremembo slike | Martin Meglič           | 4. november 1871, Okoslavci 22. februar 1945, Rijeka, BiH                                              | jezuit                                                                              |                                        |                                                |     |
| 94.  | Klikni za spremembo slike | Janez Messner           | 14. maj 1890, Sveti Primož nad Muto 2. februar 1943, Koncentracijsko taborišče Dachau, Nemčija         | duhovnik                                                                            |                                        |                                                |     |
| 95.  | Klikni za spremembo slike | Anton Mravlje           | 28. maj 1888, Brezovica pri Ljubljani 13. junij 1942, Brezovica pri Ljubljani                          |                                                                                     |                                        |                                                |     |
| 96.  | Klikni za spremembo slike | Anton Mravlje           | 31. maj 1914, Brezovica pri Ljubljani po 13. juniju 1942, Brezovica pri Ljubljani                      |                                                                                     |                                        |                                                |     |
| 97.  | Klikni za spremembo slike | France Mravlje          | 14. december 1920, Brezovica pri Ljubljani 13. junij 1942, Brezovica pri Ljubljani                     |                                                                                     |                                        |                                                |     |
| 98.  | Klikni za spremembo slike | Vinko Mravlje           | 9. april 1922, Brezovica pri Ljubljani 13. junij 1942, Brezovica pri Ljubljani                         |                                                                                     |                                        |                                                |     |
| 99.  | Klikni za spremembo slike | Alojz Murgelj           | 12. januar 1923, Daljni Vrh 17. junij 1942, Gorenje ali Dolenje Karteljevo                             |                                                                                     |                                        |                                                |     |
| 100. | Klikni za spremembo slike | Anton Murgelj           | 10. december 1918, Daljni Vrh 17. junij 1942, Gorenje ali Dolenje Karteljevo                           |                                                                                     |                                        |                                                |     |
| 101. | Klikni za spremembo slike | Ignacij Nadrah          | 21. julij 1896, Mrzlo Polje 12. januar 1947, Maribor                                                   | duhovnik                                                                            |                                        |                                                |     |
| 102. | Klikni za spremembo slike | Franc Nahtigal          | 19. marec 1900, Vrhovo pri Žužemberku 1942                                                             | duhovnik                                                                            |                                        |                                                |     |
| 103. | Klikni za spremembo slike | Marica Nartnik          | 18. december 1905, Kozaršče 25. junij 1942, Kleč                                                       | učiteljica                                                                          |                                        |                                                |     |
| 104. | Klikni za spremembo slike | Evtihija Novak          | 29. november 1899, Selska Gora junij 1944, Osijek, Hrvaška                                             | usmiljenka, kuharica                                                                |                                        |                                                |     |
| 105. | Klikni za spremembo slike | Gabrijel Novak          | 1922, Ljubljana 1945, Ljubljana                                                                        | križnik                                                                             |                                        |                                                |     |
| 106. | Klikni za spremembo slike | Henrik Novak            | 6. april 1912, Hrib pri Hinjah 7. junij 1942, Kočevski Rog                                             | duhovnik                                                                            |                                        |                                                |     |
| 107. | Klikni za spremembo slike | Ivanka Novak            | 17. marec 1915, Hrovača 3. junij 1942, Zamostec                                                        | učiteljica                                                                          |                                        |                                                |     |
| 108. | Klikni za spremembo slike | Valentin Oblak          | 12. februar 1875, Mavčiče 21. september 1951, Preska                                                   | duhovnik                                                                            |                                        |                                                |     |
| 109. | Klikni za spremembo slike | Marjan Ogrinc           | 7. marec 1914, Šent Jurij konec maja 1945, Vetrinj, Avstrija                                           | križnik                                                                             |                                        |                                                |     |
| 110. | Klikni za spremembo slike | Jakob Omahna            | 9. julij 1884, Zgornji Log 7. julij 1942, Dragatuš                                                     | duhovnik                                                                            |                                        |                                                |     |
| 111. | Klikni za spremembo slike | Mihael Oražem           | 21. september 1888, Runarsko 15. oktober 1943, Benete                                                  |                                                                                     |                                        |                                                |     |
| 112. | Klikni za spremembo slike | Rafael Oražem           | 2. julij 1921, Runarsko 19. oktober 1943, Kozarišče                                                    |                                                                                     |                                        |                                                |     |
| 113. | Klikni za spremembo slike | Franc Orešnik           | 5. april 1908, Jastrebci 9. januar 1945, Koncentracijsko taborišče Jasenovac, Hrvaška                  | duhovnik                                                                            |                                        |                                                |     |
| 114. | Klikni za spremembo slike | Janez Pavčič            | 8. avgust 1923, Ljubljana 18. maj 1942, Ljubljana                                                      | dijak, član dijaške Marijine družbe in Katoliške akcije                             |                                        |                                                |     |
| 115. | Klikni za spremembo slike | Franček Pen             | 9. oktober 1924, Maribor 12. maj 1944, Gradec                                                          | dijak, ministrant                                                                   |                                        |                                                |     |
| 116. | Klikni za spremembo slike | Viktor Perkan           | 16. oktober 1908, Ilirska Bistrica 9 . maj 1945, Jelšane                                               | duhovnik                                                                            |                                        |                                                |     |
| 117. | Klikni za spremembo slike | Marija Realina Peterlin | 21. maj 1891, Ribnica 10. januar 1944, Sofija, Bolgarija                                               | usmiljenka                                                                          |                                        |                                                |     |
| 118. | Klikni za spremembo slike | Valentin Pirec          | 14. februar 1876, Vojščica 23. december 1946, Idrija pri Bači                                          | duhovnik                                                                            |                                        |                                                |     |
| 119. | Klikni za spremembo slike | Lado Piščanc            | 16. junij 1914, Barkovlje, Italija 3. februar 1944, Lajše                                              | duhovnik                                                                            |                                        |                                                |     |
| 120. | Klikni za spremembo slike | Jožef Pokorn            | 7. marec 1912, Škofja Loka 15. november 1943, Brezova Reber                                            | duhovnik                                                                            |                                        |                                                |     |
| 121. | Klikni za spremembo slike | Vinko Poljanec          | 26. marec 1876, Ptuj 25. avgust 1938, Škocjan v Podjuni, Avstrija                                      | duhovnik                                                                            |                                        |                                                |     |
| 122. | Klikni za spremembo slike | Ferdinand Potokar       | 31. avgust 1911, Brezno 5. november 1941, Celje                                                        | duhovnik                                                                            |                                        |                                                |     |
| 123. | Klikni za spremembo slike | Jožef Pollak            | 2. februar 1874, Tržič 24. julij 1940, Oranienburg, Nemčija                                            | duhovnik                                                                            |                                        |                                                |     |
| 124. | Klikni za spremembo slike | Ivan Povh               | 19. januar 1914, Leoben 31. december 1944, Kresnice                                                    | duhovnik                                                                            |                                        |                                                |     |
| 125. | Klikni za spremembo slike | Jože Pravhar            | 4. november 1874, Voklo 10. september 1944, Vojna vas                                                  | duhovnik                                                                            |                                        |                                                |     |
| 126. | Klikni za spremembo slike | Karmela Premrov         | 3. junij 1912, Martinjak 14. januar 1949, Cerknica                                                     | redovnica Marijinih sester čudodelne svetinje, bolničarka, organistka, pevovodkinja |                                        |                                                |     |
| 127. | Klikni za spremembo slike | Amalija Purgar          | 7. julij 1914, Zakriž 3. februar 1944, Lajše                                                           | gospodinjska pomočnica, članica Marijine družbe                                     |                                        |                                                |     |
| 128. | Klikni za spremembo slike | Tarzicij Rabuda         | 9. maj 1910, Veliki Kamen 10. marec 1945, Stična                                                       | cistercijanec                                                                       |                                        |                                                |     |
| 129. | Klikni za spremembo slike | Alojzij Rakar           | 24. september 1924, Šentlovrenc 7. julij 1945, Ajdovščina                                              | salezijanec                                                                         |                                        |                                                |     |
| 130. | Klikni za spremembo slike | Janez Rančigaj          | 12. avgust 1893, Gomilsko 17. oktober 1942, Gradina Donja, BiH                                         | duhovnik                                                                            |                                        |                                                |     |
| 131. | Klikni za spremembo slike | Janez Raztresen         | 27. marec 1895, Šentjošt nad Horjulom 22. julij 1942, Mavrlen                                          | duhovnik                                                                            |                                        |                                                |     |
| 132. | Klikni za spremembo slike | Franc Rihar             | 8. april 1909, Gabrje 18. oktober 1942, Koncentracijsko taborišče Jasenovac, Hrvaška                   | duhovnik                                                                            |                                        |                                                |     |
| 133. | Klikni za spremembo slike | Ivan Salmič             | 4. februar 1914, Raka 13. november 1943, Vinica                                                        | duhovnik, križnik                                                                   |                                        |                                                |     |
| 134. | Klikni za spremembo slike | Viljem Savelli          | 14. september 1916, Celje 1949, Ljubljana                                                              | duhovnik                                                                            |                                        |                                                |     |
| 135. | Klikni za spremembo slike | Oton Schuster           | 15. november 1897, Celovec, Avstrija 12. avgust 1942, Alkoven, Avstrija                                | duhovnik                                                                            |                                        |                                                |     |
| 136. | Klikni za spremembo slike | Jakob Sem               | 23. julij 1908, Radmirje september 1942, Koncentracijsko taborišče Jasenovac, Hrvaška                  | duhovnik                                                                            |                                        |                                                |     |
| 137. | Klikni za spremembo slike | Štefan Singer           | 22. december 1871, Struga, Avstrija 24. februar 1945, Gradec, Avstrija                                 | duhovnik in zgodovinar                                                              |                                        |                                                |     |
| 138. | Klikni za spremembo slike | Franc Slana             | 11. januar 1886, Bolehnečici 11. maj 1950, slovensko-avstrijska meja pri Muri                          | duhovnik                                                                            |                                        |                                                |     |
| 139. | Klikni za spremembo slike | Ludvik Sluga            | 24. avgust 1917, Visoko 1944, Lajše                                                                    | duhovnik                                                                            |                                        |                                                |     |
| 140. | Klikni za spremembo slike | Bruno Sotošek           | 28. avgust 1915, Anovec konec maja do začetek junija 1945, Kočevski Rog                                | cistercijanec                                                                       |                                        |                                                |     |
| 141. | Klikni za spremembo slike | Jožef Stupica           | 2. april 1889, Sodražica 22. junij 1947, Novo mesto                                                    | duhovnik                                                                            |                                        |                                                |     |
| 142. | Klikni za spremembo slike | Jožefa Sumper           | 13. marec 1887, Loče, Avstrija 18. februar 1945, Koncentracijsko taborišče Ravensbrück, Nemčija        | župnijska gospodinja                                                                |                                        |                                                |     |
| 143. | Klikni za spremembo slike | Jože Šerjak             | 8. junij 1918, Trata pri Velesovem junij 1945, Teharje                                                 | študent                                                                             |                                        |                                                |     |
| 144. | Klikni za spremembo slike | Franček Štabuc          | 4. april 1919, Bratonečice 4. december 1944, Strjanci                                                  |                                                                                     |                                        |                                                |     |
| 145. | Klikni za spremembo slike | Bernard Štuhec          | 5. januar 1920, Kupetinci junij 1945, Teharje                                                          | salezijanec, študent                                                                |                                        |                                                |     |
| 146. | Klikni za spremembo slike | Filip Terčelj           | 2. februar 1892, Ajdovščina 7. januar 1946, Davča                                                      | duhovnik                                                                            |                                        |                                                |     |
| 147. | Klikni za spremembo slike | Ernest Tomec            | 25. december 1885, Fara 26. april 1942, Ljubljana                                                      | klasični filolog, učitelj, politik in organizator                                   |                                        |                                                |     |
| 148. | Klikni za spremembo slike | Rudolf Trček            | 30. julij 1922, Črni Vrh 1. september 1944, Črni Vrh                                                   | bogoslovec                                                                          |                                        |                                                |     |
| 149. | Klikni za spremembo slike | Stanko Trček            | 5. maj 1912, Stara Vrhnika konec maja 1945, Vetrinj, Avstrija                                          | duhovnik, lazarist                                                                  |                                        |                                                |     |
| 150. | Klikni za spremembo slike | Miha Turk               | 5. september 1920, Škrjanče pri Novem mestu 31. maj 1942, Novo mesto                                   |                                                                                     |                                        |                                                |     |
| 151. | Klikni za spremembo slike | Viktor Turk             | 13. oktober 1891, Dolenjske Toplice 22. oktober 1943, Grčarice                                         | duhovnik                                                                            |                                        |                                                |     |
| 152. | Klikni za spremembo slike | Kerubin Tušek           | 8. september 1876, Sveti Lenart 14. maj 1943, Koncentracijsko taborišče Dachau, Nemčija                | duhovnik, frančiškan                                                                |                                        |                                                |     |
| 153. | Klikni za spremembo slike | Valerijan Učak          | 3. avgust 1883, Cerknica 19. september 1949, Ljubljana                                                 | duhovnik, križnik, prior                                                            |                                        |                                                |     |
| 154. | Klikni za spremembo slike | Pantagata Vadnov        | 22. januar 1887, Postojna 3. januar 1944, Šibenik, Hrvaška                                             | usmiljenka                                                                          |                                        |                                                |     |
| 155. | Klikni za spremembo slike | Narte Velikonja         | 8. junij 1891, Predmeja 25. junij 1945, Ljubljana                                                      | pravnik, kulturnik ter član katoliških organizacij                                  |                                        |                                                |     |
| 156. | Klikni za spremembo slike | Alojz Vrhnjak           | 21. maj 1893, Pameče 5. marec 1950, Maribor                                                            | duhovnik                                                                            |                                        |                                                |     |
| 157. | Klikni za spremembo slike | Vojteh Weiss            | 14. junij 1923, Črnomelj konec maja do začetek junija 1945, Kočevski Rog                               | bogoslovec, križnik                                                                 |                                        |                                                |     |
| 158. | Klikni za spremembo slike | Izidor Zavadlav         | 27. september 1909, Vrtojba 15. september 1946, blizu Gorenje vasi - Poljan                            | duhovnik                                                                            |                                        |                                                |     |
| 159. | Klikni za spremembo slike | Anton Zdešar            | 11. januar 1871, Ljubgojna 18. april 1945, Jastrebarsko, Hrvaška                                       | duhovnik, lazarist                                                                  |                                        |                                                |     |
| 160. | Klikni za spremembo slike | Anton Zupanič           | 7. januar 1884, Hajdina 13. marec 1940, Jurski Vrh                                                     | duhovnik                                                                            |                                        |                                                |     |
| 161. | Klikni za spremembo slike | Alojzij Žužek           | 10. maj 1865, Planina 15. maj 1941, Maribor                                                            | duhovnik, jezuit                                                                    |                                        |                                                |     |

## Druge svetniške osebnosti, ki so izhajale iz področja Slovenije

### Svetniki
| #  | Slika                     | Ime                      | Rojen, umrl                                    | Služba                                                             | Pokopan                                | Božji služabnik, Častitljivi, Blaženi, Svetnik | God      |
| -- | ------------------------- | ------------------------ | ---------------------------------------------- | ------------------------------------------------------------------ | -------------------------------------- | ---------------------------------------------- | -------- |
| 1. | Klikni za spremembo slike | Maksimilijan Celjski     | okoli 230, Celeia 12. oktober 284, Celeia      | škof v Lauriacumu                                                  |                                        |                                                | 12. okt. |
| 1. | Klikni za spremembo slike | Maksimilijan Celjski     | okoli 230, Celeia 12. oktober 284, Celeia      | škof v Lauriacumu                                                  |                                        |                                                | 12. okt. |
| 1. | Klikni za spremembo slike | Maksimilijan Celjski     | okoli 230, Celeia 12. oktober 284, Celeia      | škof v Lauriacumu                                                  |                                        |                                                | 12. okt. |
| 1. | Klikni za spremembo slike | Maksimilijan Celjski     | okoli 230, Celeia 12. oktober 284, Celeia      | škof v Lauriacumu                                                  |                                        |                                                | 12. okt. |
| 2. | Klikni za spremembo slike | Socerb                   | Trst 24. maj 284, Trst                         | puščavnik                                                          | Stolnica sv. Justa, Trst · Italija     |                                                | 24. maj  |
| 2. | Klikni za spremembo slike | Socerb                   | Trst 24. maj 284, Trst                         | puščavnik                                                          | Stolnica sv. Justa, Trst · Italija     |                                                | 24. maj  |
| 2. | Klikni za spremembo slike | Socerb                   | Trst 24. maj 284, Trst                         | puščavnik                                                          | Stolnica sv. Justa, Trst · Italija     |                                                | 24. maj  |
| 2. | Klikni za spremembo slike | Socerb                   | Trst 24. maj 284, Trst                         | puščavnik                                                          | Stolnica sv. Justa, Trst · Italija     |                                                | 24. maj  |
| 3. | Klikni za spremembo slike | Maksim Emonski           |                                                | prvi znani emonski škof                                            |                                        |                                                | 29. maj  |
| 3. | Klikni za spremembo slike | Maksim Emonski           |                                                | prvi znani emonski škof                                            |                                        |                                                | 29. maj  |
| 3. | Klikni za spremembo slike | Maksim Emonski           |                                                | prvi znani emonski škof                                            |                                        |                                                | 29. maj  |
| 3. | Klikni za spremembo slike | Maksim Emonski           |                                                | prvi znani emonski škof                                            |                                        |                                                | 29. maj  |
| 4. | Klikni za spremembo slike | Rufin iz Loparja (Jeruf) | Lopar okoli 300 ali 303                        | mučenec                                                            | Cerkev sv. Martina, Momjan · Hrvaška   |                                                | 27. jul. |
| 4. | Klikni za spremembo slike | Rufin iz Loparja (Jeruf) | Lopar okoli 300 ali 303                        | mučenec                                                            | Cerkev sv. Martina, Momjan · Hrvaška   |                                                | 27. jul. |
| 4. | Klikni za spremembo slike | Rufin iz Loparja (Jeruf) | Lopar okoli 300 ali 303                        | mučenec                                                            | Cerkev sv. Martina, Momjan · Hrvaška   |                                                | 27. jul. |
| 4. | Klikni za spremembo slike | Rufin iz Loparja (Jeruf) | Lopar okoli 300 ali 303                        | mučenec                                                            | Cerkev sv. Martina, Momjan · Hrvaška   |                                                | 27. jul. |
| 5. | Klikni za spremembo slike | Hieronim                 | okoli 347, Stridon 30. september 420, Betlehem | cerkveni oče, cerkveni učitelj, prevajalec pretežnega dela Vulgate | Bazilika Marije Snežne, Rim · Italija  |                                                | 30. sep. |
| 5. | Klikni za spremembo slike | Hieronim                 | okoli 347, Stridon 30. september 420, Betlehem | cerkveni oče, cerkveni učitelj, prevajalec pretežnega dela Vulgate | Bazilika Marije Snežne, Rim · Italija  |                                                | 30. sep. |
| 5. | Klikni za spremembo slike | Hieronim                 | okoli 347, Stridon 30. september 420, Betlehem | cerkveni oče, cerkveni učitelj, prevajalec pretežnega dela Vulgate | Bazilika Marije Snežne, Rim · Italija  |                                                | 30. sep. |
| 5. | Klikni za spremembo slike | Hieronim                 | okoli 347, Stridon 30. september 420, Betlehem | cerkveni oče, cerkveni učitelj, prevajalec pretežnega dela Vulgate | Bazilika Marije Snežne, Rim · Italija  |                                                | 30. sep. |
| 6. | Klikni za spremembo slike | Nazarij                  | med 470 in 480, Boršt 19. junij 557            | prvi koprski škof                                                  | Stolnica Marijinega vnebovzetja, Koper |                                                | 19. jun. |
| 6. | Klikni za spremembo slike | Nazarij                  | med 470 in 480, Boršt 19. junij 557            | prvi koprski škof                                                  | Stolnica Marijinega vnebovzetja, Koper |                                                | 19. jun. |
| 6. | Klikni za spremembo slike | Nazarij                  | med 470 in 480, Boršt 19. junij 557            | prvi koprski škof                                                  | Stolnica Marijinega vnebovzetja, Koper |                                                | 19. jun. |
| 6. | Klikni za spremembo slike | Nazarij                  | med 470 in 480, Boršt 19. junij 557            | prvi koprski škof                                                  | Stolnica Marijinega vnebovzetja, Koper |                                                | 19. jun. |

### Blaženi
| #  | Slika                     | Ime                 | Rojen, umrl                                           | Služba                                                                    | Pokopan                                                 | Božji služabnik, Častitljivi, Blaženi, Svetnik | God      |
| -- | ------------------------- | ------------------- | ----------------------------------------------------- | ------------------------------------------------------------------------- | ------------------------------------------------------- | ---------------------------------------------- | -------- |
| 1. | Klikni za spremembo slike | Elij iz Koštabone   | 1. stoletje okoli 18. julij 56                        | diakon, učenec svetega Mohorja, apostol Kopra in misijonar Istre, blaženi | Stolnica Marijinega vnebovzetja, Koper                  |                                                | 18. jul. |
| 1. | Klikni za spremembo slike | Elij iz Koštabone   | 1. stoletje okoli 18. julij 56                        | diakon, učenec svetega Mohorja, apostol Kopra in misijonar Istre, blaženi | Stolnica Marijinega vnebovzetja, Koper                  |                                                | 18. jul. |
| 1. | Klikni za spremembo slike | Elij iz Koštabone   | 1. stoletje okoli 18. julij 56                        | diakon, učenec svetega Mohorja, apostol Kopra in misijonar Istre, blaženi | Stolnica Marijinega vnebovzetja, Koper                  |                                                | 18. jul. |
| 1. | Klikni za spremembo slike | Elij iz Koštabone   | 1. stoletje okoli 18. julij 56                        | diakon, učenec svetega Mohorja, apostol Kopra in misijonar Istre, blaženi | Stolnica Marijinega vnebovzetja, Koper                  |                                                | 18. jul. |
| 2. | Klikni za spremembo slike | Francesco Bonifacio | 7. september 1912, Piran 11. september 1946, Grožnjan | italijanski duhovnik, mučenec                                             | neznana lokacija, okolica Buj ali Sv. Bartola · Hrvaška | 21. december 1995                              | 11. sep. |
| 2. | Klikni za spremembo slike | Francesco Bonifacio | 7. september 1912, Piran 11. september 1946, Grožnjan | italijanski duhovnik, mučenec                                             | neznana lokacija, okolica Buj ali Sv. Bartola · Hrvaška | 3. julij 2008                                  | 11. sep. |
| 2. | Klikni za spremembo slike | Francesco Bonifacio | 7. september 1912, Piran 11. september 1946, Grožnjan | italijanski duhovnik, mučenec                                             | neznana lokacija, okolica Buj ali Sv. Bartola · Hrvaška | 4. oktober 2008, Trst                          | 11. sep. |
| 2. | Klikni za spremembo slike | Francesco Bonifacio | 7. september 1912, Piran 11. september 1946, Grožnjan | italijanski duhovnik, mučenec                                             | neznana lokacija, okolica Buj ali Sv. Bartola · Hrvaška |                                                | 11. sep. |

### Božji služabniki
| #  | Slika                     | Ime                          | Rojen, umrl                                                         | Služba | Pokopan | Božji služabnik, Častitljivi, Blaženi, Svetnik | God |
| -- | ------------------------- | ---------------------------- | ------------------------------------------------------------------- | --- | ------- | ---------------------------------------------- | --- |
| 1. | Klikni za spremembo slike | Kanut des Enffans d' Avernas | 11. marec 1884, Črnci 6. november 1950, Manpo, Severna Koreja       | avstrijski duhovnik in benediktinec belgijskega porekla, misijonar, eden izmed 38 mučencev Severne Koreje |         | 28. december 2009                              |     |
| 1. | Klikni za spremembo slike | Kanut des Enffans d' Avernas | 11. marec 1884, Črnci 6. november 1950, Manpo, Severna Koreja       | avstrijski duhovnik in benediktinec belgijskega porekla, misijonar, eden izmed 38 mučencev Severne Koreje |         |                                                |     |
| 1. | Klikni za spremembo slike | Kanut des Enffans d' Avernas | 11. marec 1884, Črnci 6. november 1950, Manpo, Severna Koreja       | avstrijski duhovnik in benediktinec belgijskega porekla, misijonar, eden izmed 38 mučencev Severne Koreje |         |                                                |     |
| 1. | Klikni za spremembo slike | Kanut des Enffans d' Avernas | 11. marec 1884, Črnci 6. november 1950, Manpo, Severna Koreja       | avstrijski duhovnik in benediktinec belgijskega porekla, misijonar, eden izmed 38 mučencev Severne Koreje |         |                                                |     |
| 3. | Klikni za spremembo slike | Josef Eppich                 | 22. september 1871, Stara Cerkev 2. junij 1942, Mala Gora           | kočevarski duhovnik                                                                                       |         |                                                |     |
| 3. | Klikni za spremembo slike | Josef Eppich                 | 22. september 1871, Stara Cerkev 2. junij 1942, Mala Gora           | kočevarski duhovnik                                                                                       |         |                                                |     |
| 3. | Klikni za spremembo slike | Josef Eppich                 | 22. september 1871, Stara Cerkev 2. junij 1942, Mala Gora           | kočevarski duhovnik                                                                                       |         |                                                |     |
| 3. | Klikni za spremembo slike | Josef Eppich                 | 22. september 1871, Stara Cerkev 2. junij 1942, Mala Gora           | kočevarski duhovnik                                                                                       |         |                                                |     |
| 2. | Klikni za spremembo slike | Gvido Krisch                 | 14. maj 1883, Kočevska Reka okoli 10. junij 1941, Alkoven, Avstrija | kočevarski duhovnik, križnik                                                                              |         |                                                |     |
| 2. | Klikni za spremembo slike | Gvido Krisch                 | 14. maj 1883, Kočevska Reka okoli 10. junij 1941, Alkoven, Avstrija | kočevarski duhovnik, križnik                                                                              |         |                                                |     |
| 2. | Klikni za spremembo slike | Gvido Krisch                 | 14. maj 1883, Kočevska Reka okoli 10. junij 1941, Alkoven, Avstrija | kočevarski duhovnik, križnik                                                                              |         |                                                |     |
| 2. | Klikni za spremembo slike | Gvido Krisch                 | 14. maj 1883, Kočevska Reka okoli 10. junij 1941, Alkoven, Avstrija | kočevarski duhovnik, križnik                                                                              |         |                                                |     |

## Tuje svetniške osebnosti, ki so živele na Slovenskem

### Svetniki
| #  | Slika                     | Ime                  | Rojen, umrl                                                | Služba | Pokopan                                               | Božji služabnik, Častitljivi, Blaženi, Svetnik | God      |
| -- | ------------------------- | -------------------- | ---------------------------------------------------------- | --- | ----------------------------------------------------- | ---------------------------------------------- | -------- |
| 1. | Klikni za spremembo slike | Pelagij iz Konstance | okoli 270 okoli 284, Emona                                 | mučenec | relikvije uničene v Konstanci v času reformacije      |                                                | 27. avg. |
| 1. | Klikni za spremembo slike | Pelagij iz Konstance | okoli 270 okoli 284, Emona                                 | mučenec | relikvije uničene v Konstanci v času reformacije      |                                                | 27. avg. |
| 1. | Klikni za spremembo slike | Pelagij iz Konstance | okoli 270 okoli 284, Emona                                 | mučenec | relikvije uničene v Konstanci v času reformacije      |                                                | 27. avg. |
| 1. | Klikni za spremembo slike | Pelagij iz Konstance | okoli 270 okoli 284, Emona                                 | mučenec | relikvije uničene v Konstanci v času reformacije      |                                                | 27. avg. |
| 2. | Klikni za spremembo slike | Viktorin Ptujski     | okoli 250, Grčija 2. november 303                          | prvi znani poetovijski škof, prvi latinski ekseget, cerkveni oče, mučenec                                  |                                                       |                                                | 3. nov.  |
| 2. | Klikni za spremembo slike | Viktorin Ptujski     | okoli 250, Grčija 2. november 303                          | prvi znani poetovijski škof, prvi latinski ekseget, cerkveni oče, mučenec                                  |                                                       |                                                | 3. nov.  |
| 2. | Klikni za spremembo slike | Viktorin Ptujski     | okoli 250, Grčija 2. november 303                          | prvi znani poetovijski škof, prvi latinski ekseget, cerkveni oče, mučenec                                  |                                                       |                                                | 3. nov.  |
| 2. | Klikni za spremembo slike | Viktorin Ptujski     | okoli 250, Grčija 2. november 303                          | prvi znani poetovijski škof, prvi latinski ekseget, cerkveni oče, mučenec                                  |                                                       |                                                | 3. nov.  |
| 3. | Klikni za spremembo slike | Modest               | ?, Irska 767                                               | irski škof, misijonar, apostol Karantanije                                                                 | Cerkev Marijinega vnebovzetja, Gospa Sveta · Avstrija |                                                | 31. mar. |
| 3. | Klikni za spremembo slike | Modest               | ?, Irska 767                                               | irski škof, misijonar, apostol Karantanije                                                                 | Cerkev Marijinega vnebovzetja, Gospa Sveta · Avstrija |                                                | 31. mar. |
| 3. | Klikni za spremembo slike | Modest               | ?, Irska 767                                               | irski škof, misijonar, apostol Karantanije                                                                 | Cerkev Marijinega vnebovzetja, Gospa Sveta · Avstrija |                                                | 31. mar. |
| 3. | Klikni za spremembo slike | Modest               | ?, Irska 767                                               | irski škof, misijonar, apostol Karantanije                                                                 | Cerkev Marijinega vnebovzetja, Gospa Sveta · Avstrija |                                                | 31. mar. |
| 4. | Klikni za spremembo slike | Štefan Pongrácz      | 1582, Alvinc, Romunija 8. september 1619, Košice, Slovaška | madžarski jezuit, duhovnik, mučenec, eno leto učil v jezuitski šoli v Ljubljani in tri leta v Celovcu      |                                                       |                                                | 7. sep.  |
| 4. | Klikni za spremembo slike | Štefan Pongrácz      | 1582, Alvinc, Romunija 8. september 1619, Košice, Slovaška | madžarski jezuit, duhovnik, mučenec, eno leto učil v jezuitski šoli v Ljubljani in tri leta v Celovcu      | 6. januar 1904                                        |                                                | 7. sep.  |
| 4. | Klikni za spremembo slike | Štefan Pongrácz      | 1582, Alvinc, Romunija 8. september 1619, Košice, Slovaška | madžarski jezuit, duhovnik, mučenec, eno leto učil v jezuitski šoli v Ljubljani in tri leta v Celovcu      | 15. januar 1905 (Pij X.)                              |                                                | 7. sep.  |
| 4. | Klikni za spremembo slike | Štefan Pongrácz      | 1582, Alvinc, Romunija 8. september 1619, Košice, Slovaška | madžarski jezuit, duhovnik, mučenec, eno leto učil v jezuitski šoli v Ljubljani in tri leta v Celovcu      | 2. julij 1995, Košice (Janez Pavel II.)               |                                                | 7. sep.  |
| 5. | Klikni za spremembo slike | Leopold Mandić       | 12. maj 1866, Herceg Novi 30. junij 1942, Padova           | hrvaški kapucin in znani spovednik, 1905–1906 deloval v Kopru                                              | Kapucinski samostan Padova · Italija                  | 1946                                           | 30. jul. |
| 5. | Klikni za spremembo slike | Leopold Mandić       | 12. maj 1866, Herceg Novi 30. junij 1942, Padova           | hrvaški kapucin in znani spovednik, 1905–1906 deloval v Kopru                                              | Kapucinski samostan Padova · Italija                  | 1. marec 1974                                  | 30. jul. |
| 5. | Klikni za spremembo slike | Leopold Mandić       | 12. maj 1866, Herceg Novi 30. junij 1942, Padova           | hrvaški kapucin in znani spovednik, 1905–1906 deloval v Kopru                                              | Kapucinski samostan Padova · Italija                  | 2. maj 1976 (Pavel VI.)                        | 30. jul. |
| 5. | Klikni za spremembo slike | Leopold Mandić       | 12. maj 1866, Herceg Novi 30. junij 1942, Padova           | hrvaški kapucin in znani spovednik, 1905–1906 deloval v Kopru                                              | Kapucinski samostan Padova · Italija                  | 16. oktober 1983, (Janez Pavel II.)            | 30. jul. |
| 6. | Klikni za spremembo slike | Riccardo Pampuri     | 2. avgust 1897, Trivolzio 1. maj 1930, Milano              | italijanski zdravnik in član bolniškega reda sv. Janeza od Boga, 1917–1918 deloval kot bolničar v Kobaridu | župnijska cerkev Trivolzio · Italija                  | 1. april 1949                                  | 1. maj   |
| 6. | Klikni za spremembo slike | Riccardo Pampuri     | 2. avgust 1897, Trivolzio 1. maj 1930, Milano              | italijanski zdravnik in član bolniškega reda sv. Janeza od Boga, 1917–1918 deloval kot bolničar v Kobaridu | župnijska cerkev Trivolzio · Italija                  | 12. junij 1978                                 | 1. maj   |
| 6. | Klikni za spremembo slike | Riccardo Pampuri     | 2. avgust 1897, Trivolzio 1. maj 1930, Milano              | italijanski zdravnik in član bolniškega reda sv. Janeza od Boga, 1917–1918 deloval kot bolničar v Kobaridu | župnijska cerkev Trivolzio · Italija                  | 4. oktober 1981                                | 1. maj   |
| 6. | Klikni za spremembo slike | Riccardo Pampuri     | 2. avgust 1897, Trivolzio 1. maj 1930, Milano              | italijanski zdravnik in član bolniškega reda sv. Janeza od Boga, 1917–1918 deloval kot bolničar v Kobaridu | župnijska cerkev Trivolzio · Italija                  | 1. november 1989                               | 1. maj   |

### Blaženi
| #  | Slika                     | Ime              | Rojen, umrl                                      | Služba                                                             | Pokopan                                              | Božji služabnik, Častitljivi, Blaženi, Svetnik | God      |
| -- | ------------------------- | ---------------- | ------------------------------------------------ | ------------------------------------------------------------------ | ---------------------------------------------------- | ---------------------------------------------- | -------- |
| 1. | Klikni za spremembo slike | Odon iz Novare   | 1100, Novara 14. januar 1198, Tagliacozzo        | italijanski kartuzijan, deloval tudi v Žičah in Jurkloštru (prior) |                                                      |                                                | 14. jan. |
| 1. | Klikni za spremembo slike | Odon iz Novare   | 1100, Novara 14. januar 1198, Tagliacozzo        | italijanski kartuzijan, deloval tudi v Žičah in Jurkloštru (prior) |                                                      |                                                | 14. jan. |
| 1. | Klikni za spremembo slike | Odon iz Novare   | 1100, Novara 14. januar 1198, Tagliacozzo        | italijanski kartuzijan, deloval tudi v Žičah in Jurkloštru (prior) | 31 marec 1859 (Pij IX.)                              |                                                | 14. jan. |
| 1. | Klikni za spremembo slike | Odon iz Novare   | 1100, Novara 14. januar 1198, Tagliacozzo        | italijanski kartuzijan, deloval tudi v Žičah in Jurkloštru (prior) |                                                      |                                                | 14. jan. |
| 2. | Klikni za spremembo slike | Miroslav Bulešić | 13. maj 1920, Čabrunići 24. avgust 1947, Lanišće | hrvaški duhovnik, mučenec, 1931–1939 živel v koprskem semenišču    | Cerkev Marijinega oznanjenja, Svetvinčenat · Hrvaška | 24. avgust 1997                                | 24. avg. |
| 2. | Klikni za spremembo slike | Miroslav Bulešić | 13. maj 1920, Čabrunići 24. avgust 1947, Lanišće | hrvaški duhovnik, mučenec, 1931–1939 živel v koprskem semenišču    | Cerkev Marijinega oznanjenja, Svetvinčenat · Hrvaška | 20. december 2012                              | 24. avg. |
| 2. | Klikni za spremembo slike | Miroslav Bulešić | 13. maj 1920, Čabrunići 24. avgust 1947, Lanišće | hrvaški duhovnik, mučenec, 1931–1939 živel v koprskem semenišču    | Cerkev Marijinega oznanjenja, Svetvinčenat · Hrvaška | 28. september 2013, Pulj (Angelo Amato)        | 24. avg. |
| 2. | Klikni za spremembo slike | Miroslav Bulešić | 13. maj 1920, Čabrunići 24. avgust 1947, Lanišće | hrvaški duhovnik, mučenec, 1931–1939 živel v koprskem semenišču    | Cerkev Marijinega oznanjenja, Svetvinčenat · Hrvaška |                                                | 24. avg. |

### Častitljivi Božji služabniki
| #  | Slika                     | Ime         | Rojen, umrl                                | Služba                                                                 | Pokopan                               | Božji služabnik, Častitljivi, Blaženi, Svetnik | God |
| -- | ------------------------- | ----------- | ------------------------------------------ | ---------------------------------------------------------------------- | ------------------------------------- | ---------------------------------------------- | --- |
| 1. | Klikni za spremembo slike | Lino Maupas | 30. avgust 1866, Split 14. maj 1924, Parma | hrvaški frančiškan, 1882 v Frančiškanskem samostanu Koper prejel habit | pokopališče Villetta, Parma · Italija | 25. julij 1942                                 |     |
| 1. | Klikni za spremembo slike | Lino Maupas | 30. avgust 1866, Split 14. maj 1924, Parma | hrvaški frančiškan, 1882 v Frančiškanskem samostanu Koper prejel habit | pokopališče Villetta, Parma · Italija | 26. marec 1999                                 |     |
| 1. | Klikni za spremembo slike | Lino Maupas | 30. avgust 1866, Split 14. maj 1924, Parma | hrvaški frančiškan, 1882 v Frančiškanskem samostanu Koper prejel habit | pokopališče Villetta, Parma · Italija |                                                |     |
| 1. | Klikni za spremembo slike | Lino Maupas | 30. avgust 1866, Split 14. maj 1924, Parma | hrvaški frančiškan, 1882 v Frančiškanskem samostanu Koper prejel habit | pokopališče Villetta, Parma · Italija |                                                |     |

### Božji služabniki
| #  | Slika                     | Ime                       | Rojen, umrl                                                            | Služba | Pokopan                                             | Božji služabnik, Častitljivi, Blaženi, Svetnik | God |
| -- | ------------------------- | ------------------------- | ---------------------------------------------------------------------- | --- | --------------------------------------------------- | ---------------------------------------------- | --- |
| 1. | Klikni za spremembo slike | Leopoldina Brandis        | 27. november 1815, Gradec 11. januar 1900, Gradec                      | avstrijska usmiljenka, ustanoviteljica reda Marijinih sestra čudodelne svetinje, 1832–1937 živela v Mariboru v mestnem gradu     | Samostan hčera krščanske ljubezni Gradec · Avstrija | 8. november 2015                               |     |
| 1. | Klikni za spremembo slike | Leopoldina Brandis        | 27. november 1815, Gradec 11. januar 1900, Gradec                      | avstrijska usmiljenka, ustanoviteljica reda Marijinih sestra čudodelne svetinje, 1832–1937 živela v Mariboru v mestnem gradu     | Samostan hčera krščanske ljubezni Gradec · Avstrija |                                                |     |
| 1. | Klikni za spremembo slike | Leopoldina Brandis        | 27. november 1815, Gradec 11. januar 1900, Gradec                      | avstrijska usmiljenka, ustanoviteljica reda Marijinih sestra čudodelne svetinje, 1832–1937 živela v Mariboru v mestnem gradu     | Samostan hčera krščanske ljubezni Gradec · Avstrija |                                                |     |
| 1. | Klikni za spremembo slike | Leopoldina Brandis        | 27. november 1815, Gradec 11. januar 1900, Gradec                      | avstrijska usmiljenka, ustanoviteljica reda Marijinih sestra čudodelne svetinje, 1832–1937 živela v Mariboru v mestnem gradu     | Samostan hčera krščanske ljubezni Gradec · Avstrija |                                                |     |
| 2. | Klikni za spremembo slike | Trofima Miloslavić        | 17. avgust 1888, Makoše 26. november 1950, Rim                         | hrvaška usmiljenka in mučenka, 1945–1950 zaprta v Kazensko poboljševalnem domu Rajhenburg za ženske                              | pokopališče Campo Verano, Rim · Italija             | 4. april 2011                                  |     |
| 2. | Klikni za spremembo slike | Trofima Miloslavić        | 17. avgust 1888, Makoše 26. november 1950, Rim                         | hrvaška usmiljenka in mučenka, 1945–1950 zaprta v Kazensko poboljševalnem domu Rajhenburg za ženske                              | pokopališče Campo Verano, Rim · Italija             |                                                |     |
| 2. | Klikni za spremembo slike | Trofima Miloslavić        | 17. avgust 1888, Makoše 26. november 1950, Rim                         | hrvaška usmiljenka in mučenka, 1945–1950 zaprta v Kazensko poboljševalnem domu Rajhenburg za ženske                              | pokopališče Campo Verano, Rim · Italija             |                                                |     |
| 2. | Klikni za spremembo slike | Trofima Miloslavić        | 17. avgust 1888, Makoše 26. november 1950, Rim                         | hrvaška usmiljenka in mučenka, 1945–1950 zaprta v Kazensko poboljševalnem domu Rajhenburg za ženske                              | pokopališče Campo Verano, Rim · Italija             |                                                |     |
| 3. | Klikni za spremembo slike | Bruno Adamčik             | 30. december 1908, Konjic 15.–21. maj 1945, Celje ali okolica          | hrvaški frančiškan, glasbenik in mučenec, leta 1945 v pliberški tragediji vrnjen v Slovenijo, kjer je bil ubit v okolici Celja   | okolica Celja                                       |                                                |     |
| 3. | Klikni za spremembo slike | Bruno Adamčik             | 30. december 1908, Konjic 15.–21. maj 1945, Celje ali okolica          | hrvaški frančiškan, glasbenik in mučenec, leta 1945 v pliberški tragediji vrnjen v Slovenijo, kjer je bil ubit v okolici Celja   | okolica Celja                                       |                                                |     |
| 3. | Klikni za spremembo slike | Bruno Adamčik             | 30. december 1908, Konjic 15.–21. maj 1945, Celje ali okolica          | hrvaški frančiškan, glasbenik in mučenec, leta 1945 v pliberški tragediji vrnjen v Slovenijo, kjer je bil ubit v okolici Celja   | okolica Celja                                       |                                                |     |
| 3. | Klikni za spremembo slike | Bruno Adamčik             | 30. december 1908, Konjic 15.–21. maj 1945, Celje ali okolica          | hrvaški frančiškan, glasbenik in mučenec, leta 1945 v pliberški tragediji vrnjen v Slovenijo, kjer je bil ubit v okolici Celja   | okolica Celja                                       |                                                |     |
| 4. | Klikni za spremembo slike | Giovanni Battista Dorbolò | 30. maj 1904, Dolenj Barnas, Italija 2. marec 1945, Samatorca, Italija | italijanski duhovnik |                                                     |                                                |     |
| 4. | Klikni za spremembo slike | Giovanni Battista Dorbolò | 30. maj 1904, Dolenj Barnas, Italija 2. marec 1945, Samatorca, Italija | italijanski duhovnik |                                                     |                                                |     |
| 4. | Klikni za spremembo slike | Giovanni Battista Dorbolò | 30. maj 1904, Dolenj Barnas, Italija 2. marec 1945, Samatorca, Italija | italijanski duhovnik |                                                     |                                                |     |
| 4. | Klikni za spremembo slike | Giovanni Battista Dorbolò | 30. maj 1904, Dolenj Barnas, Italija 2. marec 1945, Samatorca, Italija | italijanski duhovnik |                                                     |                                                |     |
| 5. | Klikni za spremembo slike | Norbert Klement           | 6. avgust 1910, Trutnov, Češka 29. november 1942, Drage                | češki duhovnik, križnik |                                                     |                                                |     |
| 5. | Klikni za spremembo slike | Norbert Klement           | 6. avgust 1910, Trutnov, Češka 29. november 1942, Drage                | češki duhovnik, križnik |                                                     |                                                |     |
| 5. | Klikni za spremembo slike | Norbert Klement           | 6. avgust 1910, Trutnov, Češka 29. november 1942, Drage                | češki duhovnik, križnik |                                                     |                                                |     |
| 5. | Klikni za spremembo slike | Norbert Klement           | 6. avgust 1910, Trutnov, Češka 29. november 1942, Drage                | češki duhovnik, križnik |                                                     |                                                |     |
| 6. | Klikni za spremembo slike | Svetislav Markotić        | 7. maj 1921, Grabovnik 15.–21. maj 1945, Maribor ali okolica           | hrvaški duhovnik, frančiškan in mučenec, leta 1945 v pliberški tragediji vrnjen v Slovenijo, kjer je bil ubit v okolici Maribora | okolica Maribora                                    |                                                |     |
| 6. | Klikni za spremembo slike | Svetislav Markotić        | 7. maj 1921, Grabovnik 15.–21. maj 1945, Maribor ali okolica           | hrvaški duhovnik, frančiškan in mučenec, leta 1945 v pliberški tragediji vrnjen v Slovenijo, kjer je bil ubit v okolici Maribora | okolica Maribora                                    |                                                |     |
| 6. | Klikni za spremembo slike | Svetislav Markotić        | 7. maj 1921, Grabovnik 15.–21. maj 1945, Maribor ali okolica           | hrvaški duhovnik, frančiškan in mučenec, leta 1945 v pliberški tragediji vrnjen v Slovenijo, kjer je bil ubit v okolici Maribora | okolica Maribora                                    |                                                |     |
| 6. | Klikni za spremembo slike | Svetislav Markotić        | 7. maj 1921, Grabovnik 15.–21. maj 1945, Maribor ali okolica           | hrvaški duhovnik, frančiškan in mučenec, leta 1945 v pliberški tragediji vrnjen v Slovenijo, kjer je bil ubit v okolici Maribora | okolica Maribora                                    |                                                |     |
| 7. | Klikni za spremembo slike | Anselm Leo Polák          | 8. april 1883, Životice, Češka 17. oktober 1942, Gradina Donja, BiH    | češki duhovnik, križnik |                                                     |                                                |     |
| 7. | Klikni za spremembo slike | Anselm Leo Polák          | 8. april 1883, Životice, Češka 17. oktober 1942, Gradina Donja, BiH    | češki duhovnik, križnik |                                                     |                                                |     |
| 7. | Klikni za spremembo slike | Anselm Leo Polák          | 8. april 1883, Životice, Češka 17. oktober 1942, Gradina Donja, BiH    | češki duhovnik, križnik |                                                     |                                                |     |
| 7. | Klikni za spremembo slike | Anselm Leo Polák          | 8. april 1883, Životice, Češka 17. oktober 1942, Gradina Donja, BiH    | češki duhovnik, križnik |                                                     |                                                |     |
| 8. | Klikni za spremembo slike | Alessandro Sanguanini     | 13. februar 1883, Rivarolo Mantovano, Italija 12. oktober 1944, Miren  | italijanski lazarist |                                                     |                                                |     |
| 8. | Klikni za spremembo slike | Alessandro Sanguanini     | 13. februar 1883, Rivarolo Mantovano, Italija 12. oktober 1944, Miren  | italijanski lazarist |                                                     |                                                |     |
| 8. | Klikni za spremembo slike | Alessandro Sanguanini     | 13. februar 1883, Rivarolo Mantovano, Italija 12. oktober 1944, Miren  | italijanski lazarist |                                                     |                                                |     |
| 8. | Klikni za spremembo slike | Alessandro Sanguanini     | 13. februar 1883, Rivarolo Mantovano, Italija 12. oktober 1944, Miren  | italijanski lazarist |                                                     |                                                |     |

## Obiski svetnikov
Za obiske papežev glej Papeški obiski v Sloveniji.
- Adolf Kolping (1813–1865), nemški duhovnik in blaženi, je obiskal slovenske dežele leta 1856, ko je v Mariboru in Ljubljani obiskal Katoliški rokodelski društvi.[36]
- Alojzije Stepinac (1898–1960), hrvaški nadškof, kardinal in blaženi, je 3. avgusta 1936 osvojil Triglav ter naslednji dan daroval mašo v kapeli Marije Snežne na Kredarici.
- Anton Padovanski (1195–1231), portugalski frančiškan in svetnik, je leta 1229 domnevno obiskal Koper in tam ustanovil prvo skupnost frančiškanov.[37]
- Chiara Lubich (1920–2008), italijanska učiteljica, ustanoviteljica Gibanja fokolarov in Božja služabnica, je bila aprila 1999 na povabilo Slovenske škofovske konference na dvodnevnem obisku v Ljubljani, kjer je v Slovenskem parlamentu nagovorila poslance, v cerkvi sv. Jožefa pa vernike, ob čigar priložnosti je prejela tudi odličje sv. Cirila in Metoda, ki ji ga je podelil takratni predsednik konference Franc Rode.[38]
- Ciril in Metod (med 812 in 815 – 885; med 826 in 827 – 869), grška misijonarja in svetnika, sta bila leta 867 v Spodnji Panoniji pri knezu Koclju, ko sta se poleti tega leta odpravila k papežu v Rim. Tako sta skoraj gotovo potovala čez Ptuj, Celje, Ljubljano, Postojno, Vipavo, Gorico in Benetke. Ciril je v Rimu umrl, Metod pa je bil posvečen in imenovan za Panonskega škofa. Sedež je imel pri Koclju v Blatenskem Kostelu.[39]
- François-Xavier Nguyên Van Thuán (1928–2002), vietnamski nadškof, kardinal in častitljivi Božji služabnik, je bil junija 2000 na nekajdnevnem obisku v Sloveniji, kamor je prišel na povabilo Antona Stresa, da se je udeležil njegovega škofovskega posvečenja v Mariboru. Obiskal je tudi nekaj slovenskih znamenitosti.[40]
- Franjo Kuharić (1919–2002), hrvaški nadškof, kardinal in Božji služabnik, je prisostvoval obisku papeža Janeza Pavla II. 19. maja 1996 na Letališču Maribor.[41]
- Ivan Merz (1896–1928), hrvaški gimnazijski profesor in blaženi, je s člani Marijine kongregacije 27. decembra 1923 obiskal Trapistovski samostan Marije Rešiteljice Rajhenburg (danes Brestanica). Izlet je organiziral in vodil on sam. Med udeleženci izleta je bil tudi takratni maturant, Franjo Šeper.[42]
- Mati Terezija (1910–1997), albanska svetnica, je Slovenijo obiskala leta 1974 ter 30. junija 1980.[43][44]
- Marko iz Aviana (1631–1699), italijanski kapucin in blaženi, je na poti na Kreto, še preden je postal redovnik, naredil postanek v Kapucinskem samostanu Koper, kjer je sprejel odločitev za vstop h kapucinom.
- Mihael Rua (1837–1910), italijanski duhovnik, salezijanec in prvi don Boskov naslednik, blaženi.
- Niccolò Olivieri (1792–1864), italijanski duhovnik, misijonar in Božji služabnik, se je večkrat oglasil v Ljubljani.[45]